# Frédéric Farconnet
Jacques Frédéric Farconnet est un avocat, journaliste et homme politique français né le 23 novembre 1807 à Grenoble et mort le 15 juillet 1863 à Biviers (Isère). Il a été brièvement maire de Grenoble en 1848.

## Biographie
De 1830 à 1832, il est journaliste à Paris, mettant son grand talent de polémiste au service des défenseurs de la liberté.
De 1832 à 1847, il revient à Grenoble exercer son premier métier, celui d'avocat. Il défend notamment les deux frères Vasseur, inculpés de rébellion dans l'affaire du 35e de ligne. Une affaire sanglante qui a fait 26 victimes à Grenoble lors d'une mascarade interdite par le préfet, et sur qui la troupe avait chargée à la baïonnette sans sommation,.
Conseiller municipal et chef de l'opposition grenobloise pendant la Monarchie de Juillet (1830-1848), Frédéric Farconnet est tout désigné pour jouer un rôle de premier plan lors de la révolution de février 1848.
Il est alors nommé maire provisoire de Grenoble le 28 février 1848 mais contraint de démissionner le 5 mai 1848, le conseil municipal étant dissous par le préfet. Il est remplacé par Ferdinand Reymond dont le mandat de maire est tout aussi bref.
Frédéric Farconnet poursuivant sa carrière politique est élu à l'Assemblée constituante du 23 avril 1848 par les électeurs de l'Isère. Il est réélu à l'Assemblée législative du 13 mai 1849 et se bat énergiquement pour la défense des institutions républicaines. Opposant au prince-président, Napoléon III, il renonce à toute activité politique à la suite du Coup d'État du 2 décembre 1851 et reprend sa place au barreau de Grenoble.
Il meurt dans le Château de Serviantin (Servien à l'origine), à Biviers, à l'âge de 55 ans.
Une rue porte son nom depuis 1909, dans le quartier de l'île verte, à Grenoble.
Il est inhumé au Cimetière Saint-Roch à Grenoble (Isère).

## Sources
1. ↑  Le National du 21 mars 1832
2. ↑  René Bourgeois : Le carnaval de Grenoble - Une émeute populaire en 1832

- « Frédéric Farconnet », dans Adolphe Robert et Gaston Cougny, Dictionnaire des parlementaires français, Edgar Bourloton, 1889-1891 [détail de l’édition]